# 大同河 (赤水河)
大同河，是中国长江流域的一条河流，汇入赤水河，属于赤水河水系。河长60千米，流域面积1040平方千米，多年平均流量15立方米每秒。自然落差870米。